# Foliculite pruriginosa da gravidez
Foliculite pruriginosa da gravidez é uma dermatose da gravidez caracterizada por pequena pústulas foliculares dispersas pelo tronco, que aparecem no primeiro ou segundo trimestre e que desaparecem nas 2 a 3 semanas após o parto.